# Elusa purpurea
Elusa purpurea là một loài bướm đêm trong họ Noctuidae.